# Liste der U-Boote der Virginia-Klasse
Die Liste der U-Boote der Virginia-Klasse enthält alle Einheiten der Virginia-Klasse der United States Navy. Bei dieser Klasse handelt es sich um nuklear angetriebene Jagd-U-Boote (SSN). Mit 19 in Dienst gestellten U-Booten (Jul. 2021) und weiteren Bestellungen, wird sie voraussichtlich Mitte des 21. Jahrhunderts das Rückgrat der US-amerikanischen Jagd-U-Boot-Flotte bilden.
Vorgänger der Virginia-Klasse sind die Los-Angeles-Klasse und die Seawolf-Klasse.

## Bau
Flight I Die ersten vier Boote (SSN-774 bis SSN-777) wurden im September 1998 bestellt. Ein Jahr danach wurde die USS Virginia auf Kiel gelegt. Fünf Jahre später wurde sie in Dienst gestellt.
Flight II (SSN-778 bis SSN-783) Bei diesem Flight wurden hauptsächlich der Bau anders organisiert (vier Rumpfabschnitte anstatt zehn), was Kosten einspart und die Bauzeit verkürzt. Die Bauzeit der New Hampshire (SSN-778) war ein Viertel kürzer als bei der Virginia (SSN-774)
Flight III (SSN-784 bis SSN-791) Diese Verbesserungen umfassen z. B. die Entfernung der zwölf vertikalen Startrohre durch zwei Revolvermagazine mit je sechs Startrohren. Bei diesen Magazinen handelt es sich um eine modifizierte Version der Geräte, die bei den zu SSGN umgerüsteten Booten der Ohio-Klasse zum Einsatz kommen. Diese Maßnahme soll die Anschaffungs- und Wartungskosten reduzieren. Das erste U-Boot dieses Flights wurde im Mai 2012 auf Kiel gelegt. Weiterhin wird ab diesem Flight ein neues Sonar-System eingebaut.
Flight IV (SSN-792 bis SSN-801) Hier wird die Anzahl der notwendigen Werftaufenthalte während der Lebensdauer von vier auf drei verkürzt.
Flight V (SSN-802 bis SSN-805) Bei diesem Baulos wird voraussichtlich das Virginia Payload Module zum Einsatz kommen, was eine Verbesserung der Fähigkeit für Landangriffe bringt.
Die U-Boote der Virginia-Klasse werden bei zwei verschiedenen Werften gebaut: Electric Boat und Newport News Shipbuilding fertigen jeweils Komponenten für die U-Boote, die alternierend auf beiden Werften zusammengefügt werden.
| Name der Werft            | Anzahl |
| ------------------------- | ------ |
| Electric Boat             | 16     |
| Newport News Shipbuilding | 12     |

Ab SSN-778 wurden alle Einheiten vorzeitig ausgeliefert.
Fünf U-Boote befinden sich derzeit im Bau, weitere vier Einheiten sind genehmigt. Die Navy will mindestens 30 Boote dieser Klasse bestellen.

## Stationierungen
19 U-Boote sind in drei unterschiedlichen Häfen stationiert. Eine Übersicht ist in der folgenden Tabelle dargestellt:
| Heimathafen  | Anzahl |
| ------------ | ------ |
| Pearl Harbor | 4      |
| Groton       | 13     |
| Norfolk      | 2      |

## Legende
Name und Kennung
In dieser Spalte wird der Name (z. B. “USS Virginia”), sowie die Kennung genannt (SSN-774) genannt.
Kiellegung und Bauwerft
Bei der Kiellegung wird das Jahr genannt, in welchem das U-Boot auf Kiel gelegt wurde. Die Buchstaben darunter geben die jeweilige Bauwerft an. “NNS” steht für Newport News Shipbuilding und “EB” für Electric Boat.
Stapellauf
Hier wird das genaue Datum angegeben, an welchem das Schiff vom Stapel gelassen wurde.
Indienststellung
Diese Spalte gibt das genaue Datum an, wann das U-Boot in Dienst gestellt wurde.
Bild
Hier ist immer ein Bild des U-Bootes zu sehen.
Bemerkung
Die Spalte Bemerkung zeigt weitere Besonderheiten des Schiffes auf, z.B: zu welchem Flight es gehört.
Heimathafen
Hier wird der jeweilige Heimathafen des U-Bootes genannt.

## Liste
| Name + Kennung                  | Bauwerft                  | Kiellegung    | Stapellauf    | Indienststellung | Bild | Bemerkung                                               | Heimathafen Stand: Nov. 2016 |
| ------------------------------- | ------------------------- | ------------- | ------------- | ---------------- | ---- | ------------------------------------------------------- | ---------------------------- |
| USS Virginia (SSN-774)          | Electric Boat             | 2. Sep. 1999  | 16. Aug. 2003 | 23. Okt. 2004    |      | Flight I Typschiff der Klasse                           | Groton                       |
| USS Texas (SSN-775)             | Newport News Shipbuilding | 12. Juli 2002 | 9. Apr. 2005  | 9. Sep. 2006     |      | Flight I                                                | Pearl Harbor                 |
| USS Hawaii (SSN-776)            | Electric Boat             | 27. Aug. 2004 | 17. Mai 2006  | 5. Mai 2007      |      | Flight I                                                | Pearl Harbor                 |
| USS North Carolina (SSN-777)    | Newport News Shipbuilding | 22. Mai 2004  | 5. Mai 2007   | 3. Mai 2008      |      | Flight I Hatte Probleme mit Schweißnähten               | Pearl Harbor                 |
| USS New Hampshire (SSN-778)     | Electric Boat             | 2007          | 21. Feb. 2008 | 25. Okt. 2008    |      | Flight II Wurde 8 Monate früher als geplant geliefert.  | Groton                       |
| USS New Mexico (SSN-779)        | Electric Boat             | 2008          | 17. Jan. 2009 | 27. März 2010    |      | Flight II                                               | Groton                       |
| USS Missouri (SSN-780)          | Electric Boat             | 2008          | 20. Nov. 2009 | 31. Juli 2010    |      | Flight II                                               | Groton                       |
| USS California (SSN-781)        | Newport News Shipbuilding | 2009          | 13. Nov. 2010 | 29. Okt. 2011    |      | Flight II                                               | Groton                       |
| USS Mississippi (SSN-782)       | Electric Boat             | 2010          | 13. Sep. 2011 | 2. Juni 2012     |      | Flight II                                               | Pearl Harbor                 |
| USS Minnesota (SSN-783)         | Newport News Shipbuilding | 2011          | 3. Nov. 2012  | 7. Sep. 2013     |      | Flight II Wurde 11 Monate früher als geplant geliefert. | Groton                       |
| USS North Dakota (SSN-784)      | Electric Boat             | 2012          | 29. Aug. 2013 | 25. Okt. 2014    |      | Flight III                                              | Groton                       |
| USS John Warner (SSN-785)       | Newport News Shipbuilding | 2013          | 6. Sep. 2014  | 1. Aug. 2015     |      | Flight III                                              | Norfolk                      |
| USS Illinois (SSN-786)          | Electric Boat             | 2014          | 8. Sep. 2015  | 29. Okt. 2016    |      | Flight III                                              | Groton                       |
| USS Washington (SSN-787)        | Newport News Shipbuilding | 2014          | 25. März 2016 | 7. Okt. 2017     |      | Flight III                                              | Norfolk                      |
| USS Colorado (SSN-788)          | Electric Boat             | 2015          | 29. Dez. 2016 | 17. März 2018    |      | Flight III                                              | Groton                       |
| USS Indiana (SSN-789)           | Newport News Shipbuilding | 2015          | 9. Juni 2017  | 29. Juli 2018    |      | Flight III                                              | Groton                       |
| USS South Dakota (SSN-790)      | Electric Boat             | 2016          | 14. Okt. 2017 | 2. Feb. 2019     |      | Flight III                                              | Groton                       |
| USS Delaware (SSN-791)          | Newport News Shipbuilding | 2016          | 20. Okt. 2018 | 4. April 2020    |      | Flight III                                              | Groton                       |
| USS Vermont (SSN-792)           | Electric Boat             | 2017          | 20. Okt. 2018 | 18. Apr. 2020    |      | Flight IV                                               | Groton                       |
| USS Oregon (SSN-793)            | Electric Boat             | 8. Juni 2017  | 25. Juni 2020 | 28. Mai 2022     |      | Flight IV                                               |                              |
| USS Montana (SSN-794)           | Newport News Shipbuilding | 16. Mai 2018  | 12. Sep. 2020 | 25. Juni 2022    |      | Flight IV                                               | Norfolk                      |
| USS Hyman G. Rickover (SSN-795) | Electric Boat             | 11. Mai 2018  | 26. Aug. 2021 | 14. Okt. 2023    |      | Flight IV                                               |                              |
| USS New Jersey (SSN-796)        | Newport News Shipbuilding | 25. März 2019 | 14. Apr. 2022 | 14. Sep. 2024    |      | Flight IV                                               |                              |
| USS Iowa (SSN-797)              | Electric Boat             | 20. Aug. 2019 | 18. Juni 2023 | 5. Apr. 2025     |      | Flight IV                                               |                              |
| USS Massachusetts (SSN-798)     | Newport News Shipbuilding | 11. Nov. 2022 | 24. Feb. 2024 |                  |      | Flight IV im Bau                                        |                              |
| USS Idaho (SSN-799)             | Electric Boat             | 24. Aug. 2020 | 6. Aug. 2024  |                  |      | Flight IV im Bau                                        |                              |
| USS Arkansas (SSN-800)          | Newport News Shipbuilding | 19. Nov. 2022 | 7. Dez. 2024  |                  |      | Flight IV im Bau                                        |                              |
| USS Utah (SSN-801)              | Electric Boat             | 1. Sep. 2021  |               |                  |      | Flight IV im Bau                                        |                              |
| USS Oklahoma (SSN-802)          | Newport News Shipbuilding | 2. Aug. 2023  |               |                  |      | Flight V im Bau                                         |                              |
| USS Arizona (SSN-803)           | Electric Boat             | 7. Dez. 2022  |               |                  |      | Flight V im Bau                                         |                              |
| USS Barb (SSN-804)              | Newport News Shipbuilding |               |               |                  |      | Flight V                                                |                              |
| USS Tang (SSN-805)              | Electric Boat             | 17. Aug. 2023 |               |                  |      | Flight V im Bau                                         |                              |
| USS Wahoo (SSN-806)             | Newport News Shipbuilding |               |               |                  |      | Flight V                                                |                              |
| USS Silversides (SSN-807)       | Newport News Shipbuilding |               |               |                  |      | Flight V                                                |                              |
| USS John H. Dalton (SSN-808)    | Electric Boat             |               |               |                  |      | Flight V                                                |                              |
| USS Long Island (SSN-809)       | Newport News Shipbuilding |               |               |                  |      | Flight V                                                |                              |
| USS San Francisco (SSN-810)     | Electric Boat             |               |               |                  |      | Flight V                                                |                              |